# Mistrzostwa Świata w Piłce Nożnej 1934 (eliminacje)
Eliminacje do Mistrzostw Świata w Piłce Nożnej 1934 trwały od 11 czerwca 1933 do 24 maja 1934 i były pierwszymi tego typu rozgrywkami w historii (bowiem kwalifikacji do Mistrzostw Świata w 1930 nie przeprowadzono). Termin zgłoszeń upływał 28 lutego 1933. Zgłoszono do nich 32 reprezentacje narodowe z 5 konfederacji kontynentalnych, jednak faktyczny udział w rywalizacji wzięło 27 drużyn (tj. rozegrało przynajmniej jeden mecz). Losowanie eliminacji odbyło się 22 maja 1933 na posiedzeniu Komitetu Organizacyjnego FIFA w Paryżu. Po raz pierwszy i jedyny w dziejach w eliminacjach do turnieju finałowego mistrzostw świata musiał uczestniczyć zespół gospodarza imprezy (kadra Włoch), a także nie przystąpił do nich ówczesny obrońca tytułu mistrzowskiego (Urugwaj).
W ramach eliminacji mistrzostw świata 1934 rozegrano łącznie 26 spotkań, w których zdobyto 141 bramek, co daje średnią 5,42 gola na mecz. Najlepszymi strzelcami eliminacji zostali: Isidro Lángara (Hiszpania), Mario López (Kuba) i Dionisio Mejía (Meksyk), zdobywcy 7 bramek.

## Europa
Do rozgrywek zgłoszono 21 reprezentacji i wszystkie one przystąpiły do rywalizacji (tj. rozegrały przynajmniej jedno spotkanie). Podziału na osiem grup eliminacyjnych dokonano 22 maja 1933 na posiedzeniu Komitetu Organizacyjnego FIFA w Paryżu. Zamiast klasycznego losowania, dokonano pogrupowania geograficznego drużyn, bowiem skład grup miał uwzględniać położenie geograficzne uczestniczących krajów. Było to spowodowane okolicznościami kosztowo-logistycznymi. Niemal wszyscy ówcześni zawodnicy europejskich reprezentacji pracowali zawodowo, a dalekie - i tym samym rozłożone w czasie - międzynarodowe podróże oznaczały dla nich utratę zarobków przez kilka dni. Pod uwagę wzięto również ograniczone możliwości podróżowania oraz związane tym znaczące koszty.

### Grupa 1
| Poz | Zespół  | Pkt | M | W | R | P | Br+ | Br− | +/− |
| --- | ------- | --- | - | - | - | - | --- | --- | --- |
| 1   | Szwecja | 4   | 2 | 2 | 0 | 0 | 8   | 2   | +6  |
| 2   | Litwa   | 0   | 1 | 0 | 0 | 1 | 0   | 2   | -2  |
| 3   | Estonia | 0   | 1 | 0 | 0 | 1 | 2   | 6   | -4  |

| 11 czerwca 1933 | Szwecja · Knut Kroon 7' · Lennart Bunke 10' · Bertil Ericsson 13', 71' · Torsten Bunke 43' · Sven Andersson 82' (karny) | 6:2(4:0) | Estonia · 47' Richard Kuremaa · 61' Leonhard Kass | Stadion Olimpijski, Sztokholm Widzów: 8123 Sędzia: Reidar Randers-Johansen |
|                 | |          |                                                   |                                                                            |

 Szwecja: Gösta Krusberg – Otto Andersson, Sven Andersson, Walfrid Persson – Harry Johansson, Ernst Andersson, Gunnar Olsson, Torsten Bunke, Bertil Ericsson – Lennart Bunke, Knut Kroon (k)

 Estonia: Evald Tipner (k) – Eugen Einman, Artur Neumann-Tarimäe, Otto Reinfeldt-Reinlo – Karl-Rudolf Silberg-Sillak, Egon Parbo, Georg Siimenson, Richard Kuremaa, Leonhard Kass – Heinrich Uukkivi, Friedrich Karm (46’ Arnold Laasner)
| 29 czerwca 1933 | Litwa | 0:2(0:0) | Szwecja · 55', 63' Knut Hansson | Kariuomenės stadionas, Kowno Widzów: ~6 000 Sędzia: August Silber |
|                 |       |          |                                 |                                                                   |

 Litwa: Fridrichas Tašius – Nikodemas Cerekas, Romualdas Žebrauskas, Fridrichas Tepferis, Romualdas Marcinkus (k), Ričardas Rutkauskas, Nachmanas Blatas, Antanas Lingis, Zigmas Sabaliauskas, Jaroslavas Citavičius, Petras Janulevičius

 Szwecja: Gottfrid Carlsson – Otto Andersson, Sven Andersson, Fritz Berg, Victor Carlund (k), Helge Lundén, Gunar Olsson, Gunnar Rydberg, Knut Hansson, Tore Keller, Evert Hansson
Mecz Litwy z Estonią nie odbył się, ponieważ obie drużyny nie miały już szans na awans.

### Grupa 2
| Poz | Zespół     | Pkt | M | W | R | P | Br+ | Br− | +/− |
| --- | ---------- | --- | - | - | - | - | --- | --- | --- |
| 1   | Hiszpania  | 4   | 2 | 2 | 0 | 0 | 11  | 1   | +10 |
| 2   | Portugalia | 0   | 2 | 0 | 0 | 2 | 1   | 11  | -10 |

| 11 marca 1934 | Hiszpania · Valino Gonzalez 5' · Isidro Langara 10', 12' (karny), 46', 77', 86' · Luis Pagola 68', 76' · Martín Ventolrá 75' | 9:0(3:0) | Portugalia | Estadio de Chamartín, Madryt Widzów: ~40 000 Sędzia: Raphael van Praag |
|               | |          |            |                                                                        |

 Hiszpania: Ricardo Martinez Zamora (k) – Ramon Zabalo Zubiarre, Jacinto Quincocés, Leonardo Cilaurren Uriarte, Martín Marculeta Barbería, Federico „Fede” Saiz, Martín Ventolrá, Luis Regueiro Pagola, Isidro Galarraga Lángara, Valino „Chacho” Gonzalez, Guillermo Gorostiza Paredes

 Portugalia: José Manuel dos Reis Soares (15' Augusto Márques Rodrigues Amaro) – Martins da Silva Avelino, João de Almeida Jurado (40' Joaquim Oliveira Serrano), João Vicente Nova, Augusto Silva (k) (35' Alvaro Cardoso Pereira), Alvaro Gaspar Pinto, Adolfo Mourão, Valdemar de Mota Fonseca, Acacio Pereira de Mesquita, Artur de Souza „Pinga”, Domingos Lopes
| 18 marca 1934 | Portugalia · Vitor Marcolina Silva 11' | 1:2(1:1) | Hiszpania · 13', 71' Isidro Galarraga Lángara | Estádio do Lumiar, Lizbona Widzów: ~30 000 Sędzia: Raphael van Praag |
|               |                                        |          |                                               |                                                                      |

 Portugalia: Augusto Márques Rodrigues Amaro (46' Artur Santos Dyson) – Martins da Silva Avelino, João de Almeida Jurado, Alvaro Cardoso Pereira, Augusto Silva (k), Alvaro Gaspar Pinto, Adolfo Mourão, Valdemar de Mota Fonseca, Vitor Marcolina Silva, Artur de Souza „Pinga”, Domingos Lopes

 Hiszpania: Ricardo Martinez Zamora (k) – Ramon Zabalo Zubiarre, Jacinto Quincocés, Leonardo Cilaurren Uriarte, Martín Marculeta Barbería, Federico „Fede” Saiz, Martín Ventolrá, Luis Regueiro Pagola, Isidro Galarraga Lángara, Eduardo „Herrerita” Herrera, Guillermo Gorostiza Paredes

### Grupa 3
| Poz | Zespół | Pkt | M | W | R | P | Br+ | Br− | +/− |
| --- | ------ | --- | - | - | - | - | --- | --- | --- |
| 1   | Włochy | 2   | 1 | 1 | 0 | 0 | 4   | 0   | +4  |
| 2   | Grecja | 0   | 1 | 0 | 0 | 1 | 0   | 4   | -4  |

| 25 marca 1934 | Włochy · Anfilogino Guarisi 40' · Giuseppe Meazza 44', 71' · Giovanni Ferrari 69' | 4:0(2:0) | Grecja | San Siro, Mediolan Widzów: ~20 000 Sędzia: Rene Mercet |
|               |                                                                                   |          |        |                                                        |

 Włochy: Carlo Ceresoli, Eraldo Mozeglio, Luigi Allemandi (k), Mario Montesanto, Luis Monti, Ottavio Fantoni, Anfilogino Guarisi, Pietro Serantoni, Giuseppe Meazza, Nereo Rocco (Giovanni Ferrari 46'), Enrico Guaita

 Grecja: Achilleas Grammatikopoulos, Aristides Chrysafopoulos, Filippos Kourantis (k), Ioannis Chelmis, Daniil Danelian, Antonis Vikelidis, Nikos Migiakis, Nikos Aggelakis, Ioannis Vazos, Dimiris Balatatsis, Leonidas Adrianopoulos
Grecja zrezygnowała z rozegrania drugiego meczu eliminacyjnego.

### Grupa 4
| Poz | Zespół   | Pkt | M | W | R | P | Br+ | Br− | +/− |
| --- | -------- | --- | - | - | - | - | --- | --- | --- |
| 1   | Węgry    | 4   | 2 | 2 | 0 | 0 | 8   | 2   | +6  |
| 2   | Austria  | 2   | 1 | 1 | 0 | 0 | 6   | 1   | +5  |
| 3   | Bułgaria | 0   | 3 | 0 | 0 | 3 | 3   | 14  | -11 |

| 25 marca 1934 | Bułgaria · Dimityr Bajkuszew 27' · Asen Panczew 63' (karny) | 1:4(1:1) | Węgry · 29' György Sárosi · 61' (karny) Gábor Szabo · 88' Geza Toldi · 89' Imre Markos | A.S. 23 Stadion, Sofia Widzów: ~10 000 Sędzia: Denis Xifandu |
|               |                                                             |          |                                                                                        |                                                              |

 Bułgaria: Todor Dermonski (Nikołaj Sawow 29'), Nikola Nikołow, Todor Michtałow, Borisław Gabrowski, Penko Rafajłow, Konstantin Efremow, Ljubomir Angełow, Stefan Georgiew, Dimityr Bajkuszew, Michaił Łozanow, Asen Panczew (k)

 Węgry: Antal Szabó (József Hada 65'), Laszlo Sternberg (k), Karoly Kis, István Palotás, György Sárosi, Antal Szalay, Imre Markos, Jeno Vincze, Pal Teleki, Geza Toldi, Gábor Szabó
| 25 kwietnia 1934 | Austria · Johann Horvath 19', 22', 33' · Karl Zishek 59' · Rudolf Viertl 62' · Matthias Sindelar 67' | 6:1(3:0) | Bułgaria · 66' Michaił Łozanow   | Praterstadion, Wiedeń Widzów: ~25 000 Sędzia: František Cejnar |
|                  | |          | kartki: · 71' Borisław Gabrowski |                                                                |

Austria kończyła mecz w 10 z powodu kontuzji Waltera Nausha w 70 minucie

 Austria: Peter Platzer, Franz Cisar, Karl Szestak, Franz Wagner, Leopold Hofmann, Walter Naush, Karl Zishek, Josef Bican, Matthias Sindelar, Johann Horvath, Rudolf Viertl

 Bułgaria: Radi Maznikow, Nikola Nikołow, Todor Michtałow, Borisław Gabrowski, Konstantin Efremow, Christo Minkowski, Ljubomir Angełow, Dimityr Bajkuszew, Michaił Łozanow, Asen Pesczew, Asen Panczew (k)
| 29 kwietnia 1934 | Węgry · Gábor Szabó 9', 58' · József Solti 60', 73' | 4:1(1:0) | Bułgaria · 61' Władimir Todorow | Hungária-körúti, Budapeszt Widzów: ~20 000 Sędzia: Hans Frankenstein |
|                  |                                                     |          |                                 |                                                                      |

 Węgry: Antal Szabó (Lajos Juhasz 63'), Gyula Mandi (k), Karoly Kis, Antal Lyka, Gyorgy Szucs, Antal Szalay, Istvan Tamassy, Istvan Avar, József Solti, Laszlo Cseh, Gábor Szabó

 Bułgaria: Radi Maznikow, Nikola Nikołow, Todor Michtałow, Borisław Gabrowski, Konstantin Efremow, Christo Minkowski, Ljubomir Angełow, Dimityr Bajkuszew, Michaił Łozanow, Asen Pesczew, Asen Panczew (k) (Władimir Todorow 28')
Bułgaria wycofała się z dalszych rozgrywek, tym samym Austria i Węgry automatycznie wywalczyły awans.

### Grupa 5
Decyzję o zgłoszeniu reprezentacji Polski do udziału w eliminacjach mistrzostwa świata 1934 podjęto podczas 18. Walnego Zgromadzenia PZPN, przeprowadzonego w dniach 18-19 lutego 1933 w Warszawie.
| Poz | Zespół         | Pkt | M | W | R | P | Br+ | Br− | +/− |
| --- | -------------- | --- | - | - | - | - | --- | --- | --- |
| 1   | Czechosłowacja | 4   | 2 | 2 | 0 | 0 | 4   | 1   | +3  |
| 2   | Polska         | 0   | 2 | 0 | 0 | 2 | 1   | 4   | -3  |

| 15 października 1933 12:30 | Polska · Henryk Martyna 52' (karny) | 1:2(0:1)Raport | Czechosłowacja · 33' Josef Silný · 77' František Pelcner | Stadion Wojska Polskiego, Warszawa Widzów: 16 000 Sędzia: Nicolae "Denis" Xifando Dionisie |
|                            |                                     |                |                                                          |                                                                                            |

 Polska: Spirydion Albański, Henryk Martyna, Jerzy Bulanow (k), Józef Kotlarczyk, Jan Kotlarczyk, Aleksander Mysiak, Władysław Król, Michał Matyas, Józef Nawrot, Karol Pazurek, Edmund Majowski

 Czechosłowacja: František Plánička (k), Jaroslav Burgr, Josef Čtyroký, Vaclav Boucka, Štefan Čambal, Rudolf Krčil, František Pelcher, Josef Silný, Oldřich Nejedlý, Antonín Puč, Oldřich Rulc
Mecz rewanżowy, zaplanowany na 15 kwietnia 1934 na Stadionie Letná w Pradze, nie odbył się z powodów politycznych (zobacz: Czechosłowacko-polski konflikt o Śląsk Cieszyński), bowiem 11 kwietnia 1934 kierowane przez Józefa Becka polskie Ministerstwo Spraw Zagranicznych wraz z ówczesnym rządem zakazały reprezentacji Polski wyjazdu do Pragi, odmawiając wydania wiz drużynowych. Wobec absencji „biało-czerwonych” FIFA przyznała Czechosłowacji zwycięstwo walkowerem 2:0 (pierwszy taki przypadek w historii MŚ), nakładając jednocześnie na PZPN karę finansową.

### Grupa 6
| Poz | Zespół     | Pkt | M | W | R | P | Br+ | Br− | +/− |
| --- | ---------- | --- | - | - | - | - | --- | --- | --- |
| 1   | Szwajcaria | 3   | 2 | 1 | 1 | 0 | 4   | 2   | +2  |
| 2   | Rumunia    | 2   | 2 | 1 | 0 | 1 | 2   | 3   | -1  |
| 3   | Jugosławia | 1   | 2 | 0 | 1 | 1 | 3   | 4   | -1  |

| 24 września 1933 | Jugosławia · Vladimir Kragić 50' · Blagoje Marjanović 61' | 2:2(0:0) | Szwajcaria · 76' Roberto Frigerio · 80' Willy Jaggi | Stadion BSK, Belgrad Widzów: ~17 000 Sędzia: Alois Beranek |
|                  |                                                           |          |                                                     |                                                            |

 Jugosławia: Jovan Spasić, Milutin Ivković, Dragan Tošić, Milorad Arsenijević, Ivan Gajer, Aldejko Marunić, Aleksandar Tirnanić, Vlagoje Marjanović (k), Vladimir Kragić, Đorđe Vujadinović, Mirko Kokotović

 Szwajcaria: Frank Sechehaye, Severino Minelli, Max Weiler (k), Herbert Binder, Gabriele Gilardoni, Karl Biesler, Willy von Kanel, Willy Jaggi, Alessandro Frigerio, Max Abegglen, Alfre Jaeck
| 29 października 1933 | Szwajcaria · Erwin Hochstrasser 75' · Ernst Hufschmid 80' (karny) | 2:2(0:1) | Rumunia · 18' Ștefan Dobay · 65' Gratian Sepi | Wankdorfstadion, Berno Widzów: ~15 000 Sędzia: Hans Boeckman |
|                      |                                                                   |          |                                               |                                                              |

 Szwajcaria: Frank Secheaye, Severino Minelli, Max Weiler (k), Ernst Hufschmid, Gabriele Gilardoni, Karl Bielser, Willy von Kanel, Marcel Sandoz, Erwin Hochstrasser, Max Abegglen, Jean-Pierre Rochat

 Rumunia: William Zombory (Adalbert Pullock 58'), Emerich Vogl (k), Gheorghe Albu, Eugen Lakatos, Rudolf Kotormany, Iosif Morawetz, Ștefan Dobay, Iuliu Bodola, Gratian Sepi, Iuliu Baratky, Silbiu Bineda

Po zakończeniu meczu jego wynik został zweryfikowany przez FIFA, jako walkower 2:0 dla Szwajcarii, bowiem w drużynie Rumunii grał nieuprawniony zawodnik – Iuliu Baratky, który nie miał jeszcze uprawnień do reprezentowania Rumunii, po wcześniejszych występach w kadrze Węgier.
| 29 kwietnia 1934 | Rumunia · Alexandru Schwartz 38' · Ștefan Dobay 74' | 2:1(1:0) | Jugosławia · 71' Vladimir Kragić | Stadionul ONEF, Bukareszt Widzów: ~20 000 Sędzia: John Langenus |
|                  |                                                     |          |                                  |                                                                 |

 Rumunia: Adalbert Pullock, Emerich Vogl, Gheorghe Albu, Vasile Deheleanu, Rudolf Kotormany, Iosif Morawetz, Silviu Bineda, Nicolae Kovaci, Gheorghe Ciolac, Alexandru Schwartz, Ștefan Dobay

 Jugosławia: Franjo Glaser, Ivan Belošević, Miroslav Lukić, Milorad Arsenijević, Ivan Gajer, Gustav Lehner, Svetoslav Glinović, Đorđe Vujadinović, Blagoje Marjanović (k), Vladimir Kragić, Mirko Kokotović

### Grupa 7
| Poz | Zespół   | Pkt | M | W | R | P | Br+ | Br− | +/− |
| --- | -------- | --- | - | - | - | - | --- | --- | --- |
| 1   | Holandia | 4   | 2 | 2 | 0 | 0 | 9   | 4   | +5  |
| 2   | Belgia   | 1   | 2 | 0 | 1 | 1 | 6   | 8   | -2  |
| 3   | Irlandia | 1   | 2 | 0 | 1 | 1 | 6   | 9   | -3  |

| 25 lutego 1934 | Irlandia · Patrick Moore 27', 48', 59', 75' | 4:4(1:2) | Belgia · 13' Jean Capelle · 25' Stanley van den Eynde · 47', 62' Francois van den Eynde | Dalymount Park, Dublin Widzów: ~35 000 Sędzia: Thomas Crewe |
|                |                                             |          |                                                                                         |                                                             |

 Irlandia: Jim Foley, Miah Lynch, Tom Burke, Peader Gaskins (k), Joe O’Reilly, Joe Kendrik, Billy Kennedy, David Byrne, Patrick Moore, Tim O’Keeffe, Jimmy Kelly

 Belgia: Andre Vandeweyer, Jules Pappaert (k), Philivert Smellinckx, Joseph van Ingelgem, Felix Welkenhuysen, Desire Bourgeois, Louis Versyp, Jean Brichaut, Jean Capelle, Andre Saeys, Stanley van den Eynde (Francois van den Eynde 34')
| 8 kwietnia 1934 | Holandia · Kick Smith 41', 85' · Bep Bakhuys 67', 78' · Leen Vente 83' | 5:2(1:1) | Irlandia · 44' John Squires · 57' Patrick Moore | Olympischstadion, Amsterdam Widzów: ~38 000 Sędzia: Otto Ohlsson |
|                 |                                                                        |          |                                                 |                                                                  |

 Holandia: Andri van Male, Mauk Weber, Sjef van Run, Henk Pellikaan, Wim Anderiesen, Puck van Heel (k), Frank Wels, Leen, Vente, Bep Backhuys, Kick Smit, Kees Mijnders

 Irlandia: Jim Foley, Peadar Gaskins (k), Patrick Byrne, Joseph O’Reilly, Harry Chatton, Joe Kendrik, Billy Kennedy, Johnny Squires, Patrick Moore, Billy Jordan (Fred Horlacher 40'), Patrick Meehan
| 29 kwietnia 1934 | Belgia · Laurent Grimmonprez 51' · Bernard Voorhoof 71' | 2:4(0:0) | Holandia · 60' Kick Smith · 62', 84' Bep Bakhuys · 64' Leen Vente | Bosuil Stadion, Antwerpia Widzów: ~42 000 Sędzia: Staney Rous |
|                  |                                                         |          |                                                                   |                                                               |

 Belgia: Andre Vandeweyer, Jules Pappaert (k) (Frans van Dessel 25'), Philibert Smellinckx, Frans Peeraer, Felix Welkenhuysen, Jean Claessens, Louis Versyp, Bernard Voorhoof, Jean Capelle, Laurent Grimmonprez, Rene Ledent

 Holandia: Gerrit Keizer, Mauk Weber, Sjef van Run, Henk Pellikaan, Wim Anderiesen, Puck van Heel, Frank Wels, Leen Vente, Bep Bakhuys, Kick Smit, Kees Mijnders

### Grupa 8
| Poz | Zespół     | Pkt | M | W | R | P | Br+ | Br− | +/− |
| --- | ---------- | --- | - | - | - | - | --- | --- | --- |
| 1   | III Rzesza | 2   | 1 | 1 | 0 | 0 | 9   | 1   | +8  |
| 2   | Francja    | 2   | 1 | 1 | 0 | 0 | 6   | 1   | +5  |
| 3   | Luksemburg | 0   | 2 | 0 | 0 | 2 | 2   | 15  | -13 |

| 11 marca 1934 | Luksemburg · Ernest Mengel 27' | 1:9(1:5) | III Rzesza · 3', 36', 56', 90' Josef Rasselnberg · 12' Willi Wigold · 25' Ernst Albrecht · 30', 51', 53' Karl Hohmann | Stade Municipal, Luksemburg Widzów: ~14 500 Sędzia: Jan de Wolf |
|               |                                |          | |                                                                 |

 Luksemburg: Theodore Loesch, Henri Reiners, Victor Majerus, Joseph Fischer, Arnold Kieffer, Eugene Kremer, Joseph Walthener, Mathias Beckner (k), Ernest Mengerl, Robert Geib, Theophile Speicher

 III Rzesza: Fritz Buchloh, Eduard Hundt, Sigmund Haringerm, Paul Janes, Fritz Szepan, Richard Oehm, Ernst Albrecht (k), Willi Wigold, Karl Hohmann, Josef Rasselnberg, Stanislaus Kobierski
| 13 kwietnia 1934 | Luksemburg · Theophile Speicher 46', 50' (karny) | 1:6(0:2) | Francja · 3' Alfred Aston · 26', 67', 84', 89' (karny) Jean Nicolas · 80' Ernest Libérati | Stade Municipal, Luksemburg Widzów: ~18 000 Sędzia: Mark Turfkruyer |
|                  |                                                  |          |                                                                                           |                                                                     |

 Luksemburg: Camille Leger, Henri Reiners, Victor Majerus, Gaston Theis, Arnold Kieffer (Eugene Kermer 46'), Joseph Fisher, Florian Mengel, Ernst Mengel, Mathias Beckner (k), Theo Logelin, Theophile Speicher

 Francja: Alexis Thepot (k) Georges Rose, Etienne Mattler, Edmond Delfour, Celestin-Henri Delmer, Noel Lietaer, Ernest Libérati, Joseph Alcazar, Jean Nicolas, Roger Rio, Alfred Aston
Mecz Niemcy – Francja nie odbył się, ponieważ obie drużyny miały już zapewniony awans.

## Ameryka Południowa

### Grupa 9
| Poz | Zespół   | Pkt                        | M                          | W                          | R                          | P                          | Br+                        | Br−                        | +/−                        |
| --- | -------- | -------------------------- | -------------------------- | -------------------------- | -------------------------- | -------------------------- | -------------------------- | -------------------------- | -------------------------- |
| –   | Brazylia | awans                      | awans                      | awans                      | awans                      | awans                      | awans                      | awans                      | awans                      |
| –   | Peru     | reprezentacja wycofała się | reprezentacja wycofała się | reprezentacja wycofała się | reprezentacja wycofała się | reprezentacja wycofała się | reprezentacja wycofała się | reprezentacja wycofała się | reprezentacja wycofała się |

Awansowała Brazylia po wycofaniu się Peru.

### Grupa 10
| Poz | Zespół    | Pkt                        | M                          | W                          | R                          | P                          | Br+                        | Br−                        | +/−                        |
| --- | --------- | -------------------------- | -------------------------- | -------------------------- | -------------------------- | -------------------------- | -------------------------- | -------------------------- | -------------------------- |
| –   | Argentyna | awans                      | awans                      | awans                      | awans                      | awans                      | awans                      | awans                      | awans                      |
| –   | Chile     | reprezentacja wycofała się | reprezentacja wycofała się | reprezentacja wycofała się | reprezentacja wycofała się | reprezentacja wycofała się | reprezentacja wycofała się | reprezentacja wycofała się | reprezentacja wycofała się |

Awansowała Argentyna po wycofaniu się Chile.

## Ameryka Północna

### Grupa 11
Awansowały Stany Zjednoczone po rozegraniu trzystopniowych eliminacji:

#### I stopień
| Poz | Zespół | Pkt | M | W | R | P | Br+ | Br− | +/− |
| --- | ------ | --- | - | - | - | - | --- | --- | --- |
| 1   | Kuba   | 5   | 3 | 2 | 1 | 0 | 10  | 2   | +8  |
| 2   | Haiti  | 1   | 3 | 0 | 1 | 2 | 2   | 10  | -8  |

| 28 stycznia 1934 | Haiti · Robert St. Fort 85' (karny) | 1:3(0:1) | Kuba · 20' (karny) Mario Lopez · 61' Hector Scorro · 64' Angel Martinez | Parc Leconte, Port-au-Prince Widzów: ~6 000 Sędzia: John Williams |
|                  |                                     |          |                                                                         |                                                                   |

Haiti kończyło mecz w 10, po kontuzji Ludovica Jean-Josepha w 10. minucie.

 Haiti: Edouard Esper, Robert St. Fort, Marcel Tovar, Georges Audant, Fritz Berrouet, Ludovic Jean-Joseph (k), Antoine Champagne, Seguignol, Tourreau, Franck Beauvoir, Pierre Baker

 Kuba: Jean Ayra, Evelio Morales, Francisco Morales, Arturo Galceran, Angel Rodriguez, Sergio Luis Ochoa, Enrique Ferrer, Hector Socorro, Mario Lopez (k), Angel Martinez, Salvador Soto
| 1 lutego 1934 | Haiti · Robert St. Fort 25' (karny) | 1:1(1:0) | Kuba · 85' Mario Lopez | Parc Leconte, Port-au-Prince Widzów: ~6 000 Sędzia: John Williams |
|               |                                     |          |                        |                                                                   |

 Haiti: Edouard Esper, Robert St. Fort (k), Marcel Tovar, Georges Audant, Fritz Berrouet, MArcel Savain, Antoine Champagne, Seguignol, Tourreau, Franck Beauvoir, Denis Elio

 Kuba: Antonio Garcia, Evelio Morales, Francisco Morales, Arturo Galceran, Angel Rodriguez, Pelayo Garcia, Andres Rodriguez, Hector Socorro, Mario Lopez (k), Francisco Socorro, Luis Casanonos
| 4 lutego 1934 | Haiti | 0:6(0:3) | Kuba · ?' (1 połowa) Hector Scorro · ?' (1 połowa), ?' (2 połowa) Mario Lopez · ?' (1 połowa) Francisco Scorro · ?' (2 połowa) Enrique Ferrer · ?' (2 połowa) Salvador Soto | Parc Leconte, Port-au-Prince Widzów: ~5 000 Sędzia: John Williams |
|               |       |          | |                                                                   |

 Haiti: Edouard Esper, Robert St. Fort (k), MArcel Tovar, Charles Berrouet, Georges Audant, Fritz Berrouet, Antoine Champagne, Seguignol, Tourreau, Franck Beauvoir, Denis Elio

 Kuba: Juan Ayara, Evelio Morales, Francusco Morales, Arturo Galceran, Angel Rodriguez, Sergio Luis Ochoa, Enrique Ferrer, Hector Socorro, Mario Lopez (k), Francisco Socorro, Salvador Soto

#### II stopień
| Poz | Zespół | Pkt | M | W | R | P | Br+ | Br− | +/− |
| --- | ------ | --- | - | - | - | - | --- | --- | --- |
| 1   | Meksyk | 6   | 3 | 3 | 0 | 0 | 12  | 3   | +9  |
| 2   | Kuba   | 0   | 3 | 0 | 0 | 3 | 3   | 12  | -9  |

| 4 marca 1934 | Meksyk · Dionisio Mejía 12', 14', 16' | 3:2(3:1) | Kuba · 40', 63' Mario Lopez | Parque Necaxa, Meksyk Widzów: ~20 000 Sędzia: Edward Donaghy |
|              |                                       |          |                             |                                                              |

 Meksyk: Alfonso Riestra, Antonio Azpiri, Lorenzo Camarena, Guillermo Ortega (k), Ignacio Avila, Felipe Rosas, Vicente Garcia, Felix Gomez, Dionisio Mejía, Juan Carreno, Jose Ruvalcaba

 Kuba: Juan Ayra, Evelio Morales, Francisco Morales, Arturo Galceran, Angel Rodriguez, Manuel Villaverde, Enrique Ferrer, Hector Socorro, Mario Lopez (k), Antero Valdes, Salvador Soto
| 11 marca 1934 | Meksyk · Jorge Sota 24' · Dionisio Mejía 31', 40', 79' · Felipe Rosas 72' · Juan Carreno ?' (karny) | 5:0(3:0) | Kuba | Parque Necaxa, Meksyk Widzów: ~22 000 Sędzia: Edward Donaghy |
|               | |          |      |                                                              |

 Meksyk: Alfonso Riestra, Antonio Azpiri, Lorenzo Camarena, Guillermo Ortega (k), Ignacio Avilla, Felipe Rosas, Jorge Sota, Felix Gomez, Dionisio Mejía, Juan Carreno, Jose Ruvalcaba

 Kuba: Juan Ayara, Evelio Morales, Francisco Morales, Arturo Galceran, Angel Rodriguez, Sergio Luis Ochoa, Hectoe Socorro, Manuel Villaverde, Mario Lopez (k), Antero Valdes, Salvador Soto
| 18 marca 1934 | Meksyk · Manuel Alonso 32', 85' · Jose Ruvalcaba 41' · Fernando Marcos 60' | 4:1(2:1) | Kuba · 15' Mario Lopez | Parque Espana, Meksyk Widzów: ~10 000 Sędzia: Edward Donaghy |
|               |                                                                            |          |                        |                                                              |

Kuba kończyła mecz w 9 po kontuzjach Evelio Moralesa w 43. minucie i Enrique Ferrera w 73. minucie.

 Meksyk: Alonso Riestra, Manuel Rosas (k), Alfredo Garzon, Carlos Laviada, Rafael Guiran, Jose Rosas, Jorge Sota, Fernando Marcos, Manuel Alonso, Luis de la Fuente, Jose Ruvalcaba

 Kuba: Juan Ayara, Evelio Morales, Antero Valdes, Arturo Galceran, Angel Rodriguez, Sergio Luis Ochoa, Enrique Ferrer, Hector Socorro, Mario Lopez (k), Manuel Villaverde, Salvador Soto

#### III stopień
| Poz | Zespół            | Pkt | M | W | R | P | Br+ | Br− | +/− |
| --- | ----------------- | --- | - | - | - | - | --- | --- | --- |
| 1   | Stany Zjednoczone | 2   | 1 | 1 | 0 | 0 | 4   | 2   | +2  |
| 2   | Meksyk            | 0   | 1 | 0 | 0 | 1 | 2   | 4   | -2  |

| 24 maja 1934 | Stany Zjednoczone · Aldo Donelli 28', 32', 66' (karny), 74', 87' | 4:2(2:1) | Meksyk · 23' Manuel Alonso · 75' Dionisio Mejía | Stadio Nazionale PNF, Rzym, Włochy Widzów: ~10 000 Sędzia: Yossouf Mohammed |
|              |                                                                  |          | kartki: · 52' Antonio Azpiri                    |                                                                             |

 Stany Zjednoczone: Julius Hjulian, Adolph Czerkiewicz, George Moorhoue (k), William Leman, Adelino Gonsalves, Peter Pietras, James Gallagher, Werner Nilsen, Thomas Florie, Aldo Donelli, William McLeran

 Meksyk: Rafael Navarro, Antonio Azpiri, Lorenzo Camarena, Guillermo Ortega Pero (k), Ignacio Avila, Felipe Rosas, Vicente Garcia, Manuel Alonso, Dionisio Mejía, Juan Carreno, Jose Ruvalcaba

## Afryka i Azja

### Grupa 12
| Poz | Zespół           | Pkt                        | M                          | W                          | R                          | P                          | Br+                        | Br−                        | +/−                        |
| --- | ---------------- | -------------------------- | -------------------------- | -------------------------- | -------------------------- | -------------------------- | -------------------------- | -------------------------- | -------------------------- |
| 1   | Królestwo Egiptu | 4                          | 2                          | 2                          | 0                          | 0                          | 11                         | 2                          | +9                         |
| 2   | Palestyna        | 0                          | 2                          | 0                          | 0                          | 2                          | 2                          | 11                         | -9                         |
| –   | Turcja           | reprezentacja wycofała się | reprezentacja wycofała się | reprezentacja wycofała się | reprezentacja wycofała się | reprezentacja wycofała się | reprezentacja wycofała się | reprezentacja wycofała się | reprezentacja wycofała się |

| 16 marca 1934 | Królestwo Egiptu · Mahmoud Mokhtar Rafai ?', ?', ?' · Mustafa Kamel Taha ?', ?' · Mohamed Latif ?', ?' | 7:1 | Palestyna · ?' Avraham Nudelmann | British Army Ground, Kair Widzów: ~13 000 Sędzia: Stanley Wells |
|               | |     |                                  |                                                                 |

 Królestwo Egiptu: Mustafa Kamel Mansour, Ali Mohamed El-Said El-Kaf, Abdel Hamido Ibrahim, Hassan Ahmed El-Far, Hassan Raghab, Amin Sabry, Mohamed Latif, Mustafa Kamel Taha, Mahmoud Mokhtar Rafai (k), Abdel Rahim Fawzy, Gamil El-Zoubair

 Palestyna: Willi Berger, Avraham Reznik (k), Pinhas Fielder, Zalmand Friedmann, Gdalyahu Fuchs, Yohanan Sukenik, Amnon Harlap, Peri Kraus, Paul Kastenbaum, Chaim Reich, Avraham Nudelmann
| 6 kwietnia 1934 | Palestyna · Yohanan Suknik 70' | 1:40:4 | Królestwo Egiptu · ?', ?' Mahmoud Mokhtar Rafai · ?' Mohamed Latif · ?' Abdel Rahim Fawzy | Tamarim Field, Jerozolima Widzów: ~10 000 Sędzia: Frederick John Goodsby |
|                 |                                |        |                                                                                           |                                                                          |

 Palestyna: Willi Berger, David Weinberg, Pinhas Fiedler (k), Zalman Friedmann, Gdalyahu Fuchs, Yohanan Sukenik, Yaacov Levy-Meir, Amnon Harlap, Yaacov Zelibanski, Haim Reich, Avraham Nudelmann

 Królestwo Egiptu: Aziz Fahmy, Ali Mohamed El-Said El-Kaf, Abdel Hamido Ibrahim, Hassan Ahmed El-Far, Hassan Raghab, Mohamed Farid Bakhaty, Mohamed Latif, Mustafa Kamel Taha, Mahmoud Mokhtar Rafai (k), Abdel Rahim Fawzy, Labib Mahmoud Hani

## Awans
| Drużyna           | MŚ 1930      |
| ----------------- | ------------ |
| Argentyna         | 2 miejsce    |
| Austria           | –            |
| Belgia            | Faza grupowa |
| Brazylia          | Faza grupowa |
| Czechosłowacja    | –            |
| Królestwo Egiptu  | –            |
| Francja           | Faza grupowa |
| Hiszpania         | –            |
| Holandia          | –            |
| III Rzesza        | –            |
| Rumunia           | Faza grupowa |
| Stany Zjednoczone | 3 miejsce    |
| Szwajcaria        | –            |
| Szwecja           | –            |
| Węgry             | –            |
| Włochy            | –            |

## Spotkania które się nie odbyły
|  | Estonia | – | Litwa |  |
|  |         |   |       |  |

Powód: Obie drużyny nie miały już szans na awans.
|  | Grecja | – | Włochy |  |
|  |        |   |        |  |

Powód: Grecja wycofała się po pierwszym spotkaniu.
|  | Bułgaria | – | Austria |  |
|  |          |   |         |  |

|  | Austria | – | Węgry |  |
|  |         |   |       |  |

Powód: Bułgaria wycofała się po trzech spotkaniach, Austria i Węgry automatycznie awansowały.
| 15 kwietnia 1934 | Czechosłowacja | 2:0(walkower) | Polska | Stadion Letná, Praga |
|                  |                |               |        |                      |

Powód: Polska nie stawiła się na meczu rewanżowym. FIFA przyznała Czechosłowacji walkowera 2:0.
|  | III Rzesza | – | Francja |  |
|  |            |   |         |  |

Powód: Obie drużyny zapewniły sobie wcześniej awans.
|  | Brazylia | – | Peru |  |
|  |          |   |      |  |

Powód: Reprezentacja Peru wycofała się przed rozpoczęciem eliminacji.
|  | Argentyna | – | Chile |  |
|  |           |   |       |  |

Powód: Reprezentacja Chile wycofała się przed rozpoczęciem eliminacji.
|  | Królestwo Egiptu | – | Turcja |  |
|  |                  |   |        |  |

|  | Palestyna | – | Turcja |  |
|  |           |   |        |  |

Powód: Reprezentacja Turcji wycofała się przed rozpoczęciem eliminacji.